# Laura (1944)
Laura is een Amerikaanse film noir uit 1944 onder de regie van Otto Preminger. Het scenario is gebaseerd op de gelijknamige roman uit 1943 van de Amerikaanse auteur Vera Caspary.

## Verhaal
“If you come a little bit closer, my boy, I can just crack your skull with my stick.” - Clifton Webb in Laura
Laura Hunt (Gene Tierney) een succesvolle carrièrevrouw en protegé van de cynische Waldo Lydecker (Clifton Webb), wordt kort voor haar huwelijk met de jonge playboy Shelby Carpenter (Vincent Price) op gruwelijke wijze vermoord in haar appartement. Rechercheur Mark McPherson (Dana Andrews) wordt belast met het moordonderzoek en raakt volledig geobsedeerd door het "aantrekkelijke" slachtoffer en de cultus rondom haar persoon en dood. De zoektocht naar de dader wordt hierdoor ernstig compromitteerd.

## Rolverdeling
| Acteur          | Personage        |
| --------------- | ---------------- |
| Gene Tierney    | Laura Hunt       |
| Dana Andrews    | Mark McPherson   |
| Clifton Webb    | Waldo Lydecker   |
| Vincent Price   | Shelby Carpenter |
| Judith Anderson | Ann Treadwell    |

## Prijzen en nominaties
| Jaar | Prijs  | Categorie                          | Genomineerde(n)                                    | Uitslag     |
| ---- | ------ | ---------------------------------- | -------------------------------------------------- | ----------- |
| 1944 | Oscars | Beste camerawerk (zwart-wit)       | Joseph LaShelle                                    | Gewonnen    |
| 1944 | Oscars | Beste regie                        | Otto Preminger                                     | Genomineerd |
| 1944 | Oscars | Beste mannelijke bijrol            | Clifton Webb                                       | Genomineerd |
| 1944 | Oscars | Beste aangepaste scenario          | Jay Dratler Samuel Hoffenstein Elizabeth Reinhardt | Genomineerd |
| 1944 | Oscars | Beste productieontwerp (zwart-wit) | Lyle R. Wheeler Leland Fuller Thomas Little        | Genomineerd |